# Булевар ослобођења (Београд)
| Булевар · ОСЛОБОЂЕЊА     | Булевар · ОСЛОБОЂЕЊА           |
| ------------------------ | ------------------------------ |
|                          |                                |
| Општина                  | Врачар, Савски венац, Вождовац |
| Почетак                  | Славија                        |
| Крај                     | Паунова                        |
| Стари називи             | Булевар ЈНА                    |
|                          |                                |
|                          |                                |
| Булевар код Бањичке шуме |                                |

Булевар ослобођења се налази у Београду, главном граду Србије, у градским општинама Врачар, Савски венац и Вождовац.

## Опис
Кроз булевар редовне су линије аутобуса Градског саобраћајног предузећа Београд број 18, 31, 33, 39, 42, 47, 48, 59, 78 и Е7. На појединим деоницама улице саобраћају трамвајске линије 9, 10 и 14. У овој улици се налази једна од значајних саобраћајних петљи у Београду — Аутокоманда.
Међу значајним урбаним објектима на булевару се налазе: Бањичка шума (Бајфордова шума), Метеоролошка опсерваторија, Ветеринарски факултет и Факултет организационих наука Универзитета у Београду, Анатомски музеј, Хотел М, хотел Вила Булевар, Црква Светог Василија Острошког, Амбасада Швајцарске, многе банке и продавнице.